# لویی زوتر
لویی زوتر (به انگلیسی: Louis Zutter) ژیمناست زادهٔ ۲ دسامبر ۱۸۶۵ میلادی اهل کشور سوئیس است.